# Srbické Stonehenge
Srbické Stonehenge  je komplex menhirů, mohyl a megalitů, nacházející se u obce Srbice v okrese Domažlice. Jsou zde umístěny kameny různých tvarů sestavené do obrazců. Každý obrazec má svůj význam.

## Název
První polovina názvu vznikla od slova „Stone“ (ve staroangličtině „stān“), což znamená „kámen“. Druhá polovina názvu vznikla staroanglickým slovem „hencg“, což má význam „henge“, v překladu „šibenice“, případně také od slova „hinge“, které se dá chápat jako „zavěšený“. Doslovný překlad je tedy „Kamenná šibenice“ nebo „Zavěšený kámen“.

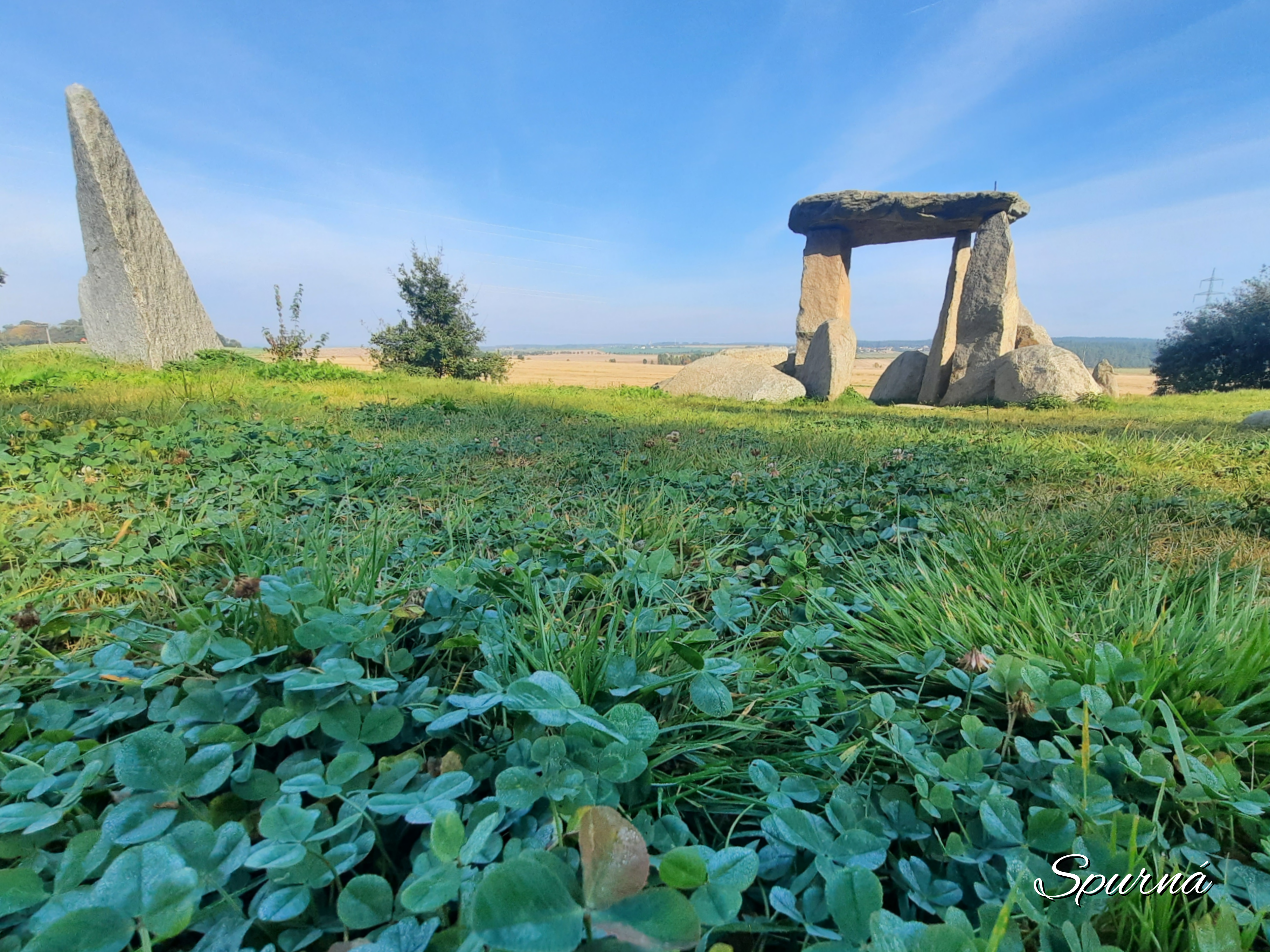
Srbické Stonehenge
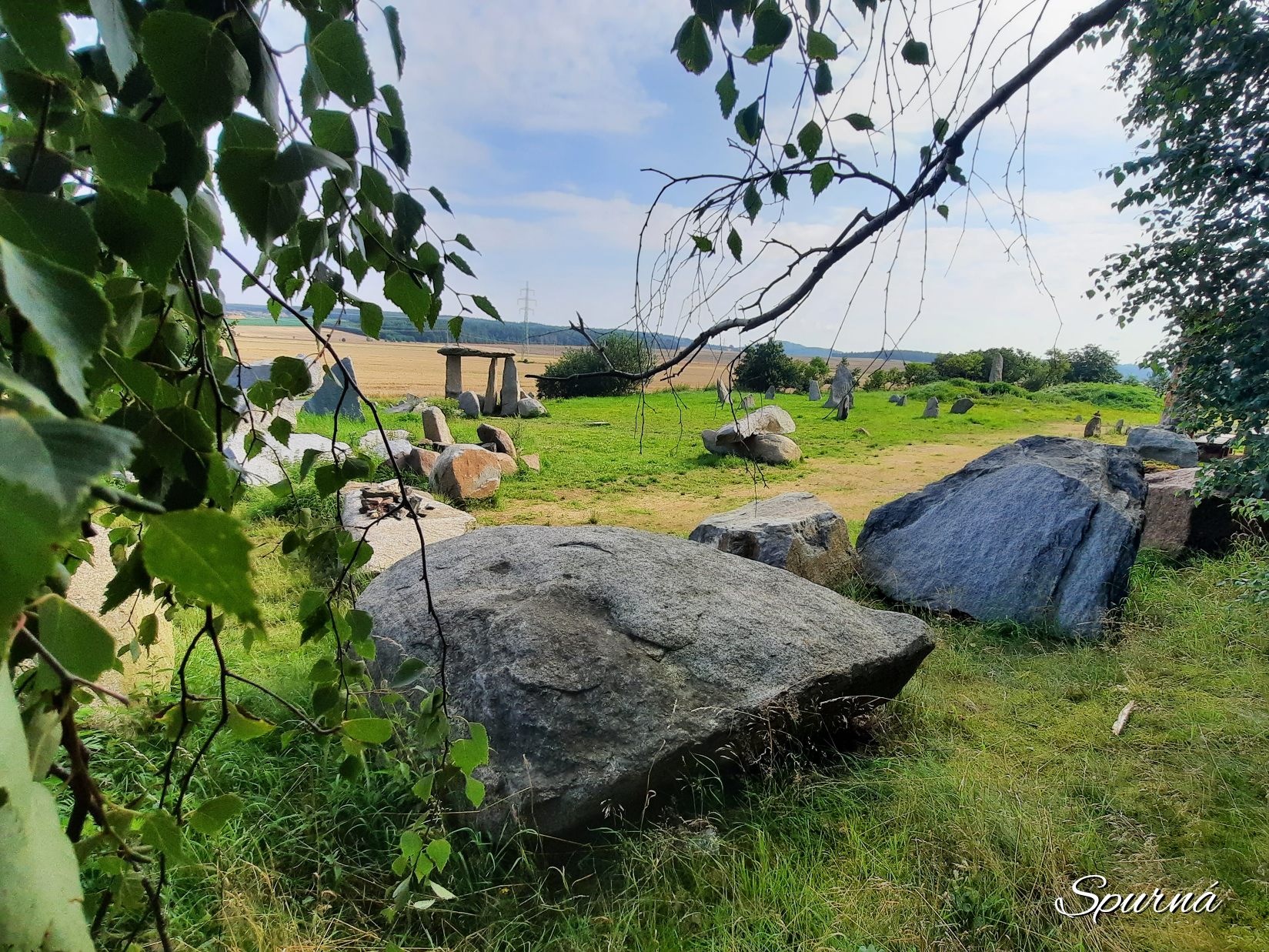
Srbické Stonehenge

## Vznik
Jedná se o dílo tří nadšenců z Kolovče, kteří tím chtěli zpestřit místní krajinu. Nechali sem navést kameny převážně z lomů v západních Čechách. Nalézá se zde také červená žula dovezená až z Ukrajiny.

## Poloha
Srbické Stonehenge se nachází nedaleko Kolovče. Z Kolovče jsou to přibližně 3 kilometry. Do popisovaného místa se dá dojet autem, na kole nebo dojít pěšky.

## Zajímavosti v okolí
Na protějším kopci stojí kostel sv. Víta, u kterého byla vyhloubena studna. Studna je zajímavá tím, že přestože je na kopci, je v ní díky podzemním pramenům voda.
Nedaleko lze navštívit studánku Marta. Autorem studánky je právě jeden z autorů Srbického Stonehenge. Pojmenoval ji po své zesnulé manželce (20. července 2019). Pramen vytéká z dřevěné trubky rychlostí 1 litr za 53 vteřin. Teplota vody je 12 °C.

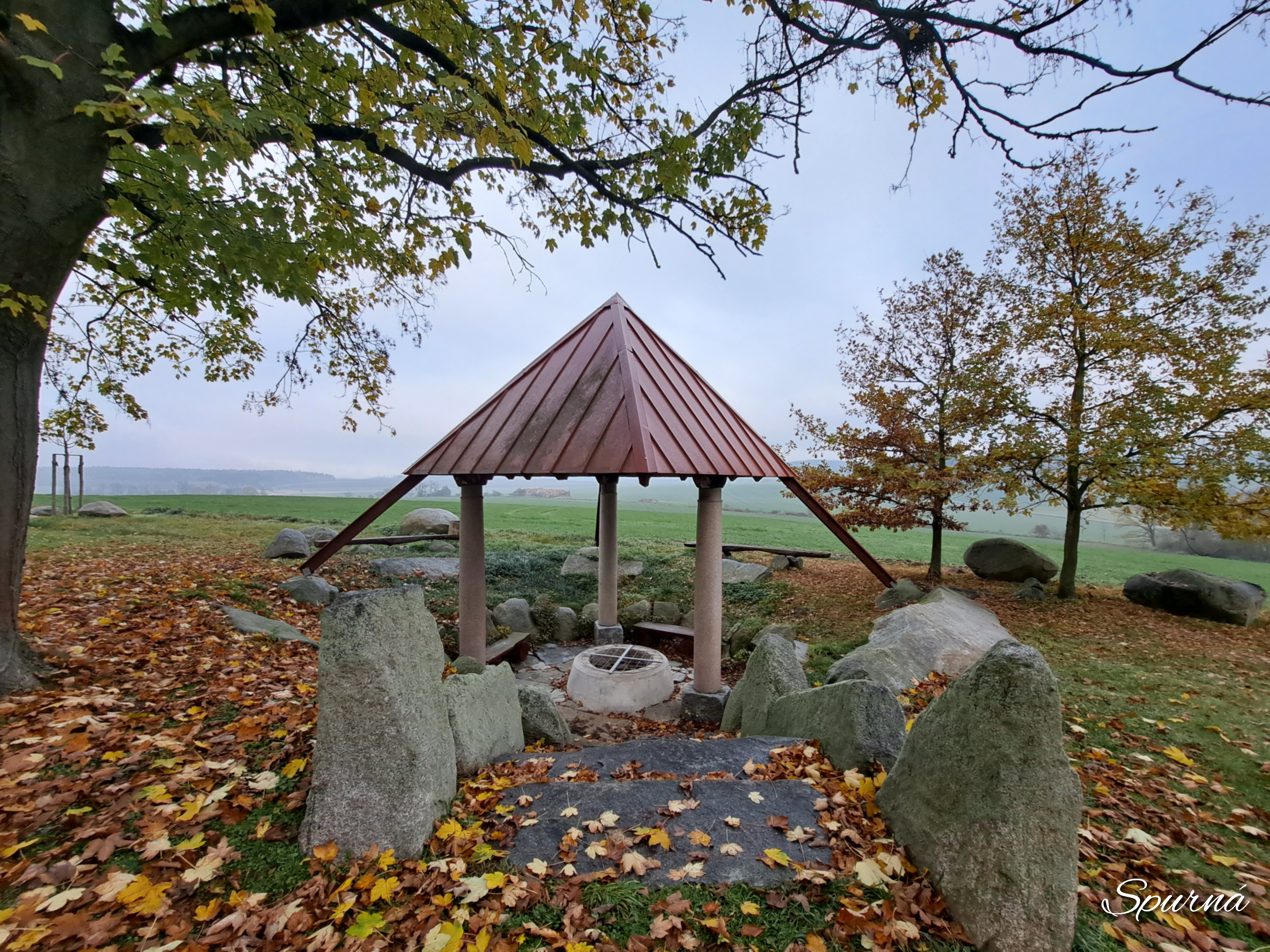
Studna před kostelem sv. Víta
Studánka Marta pod Holcem – štítek
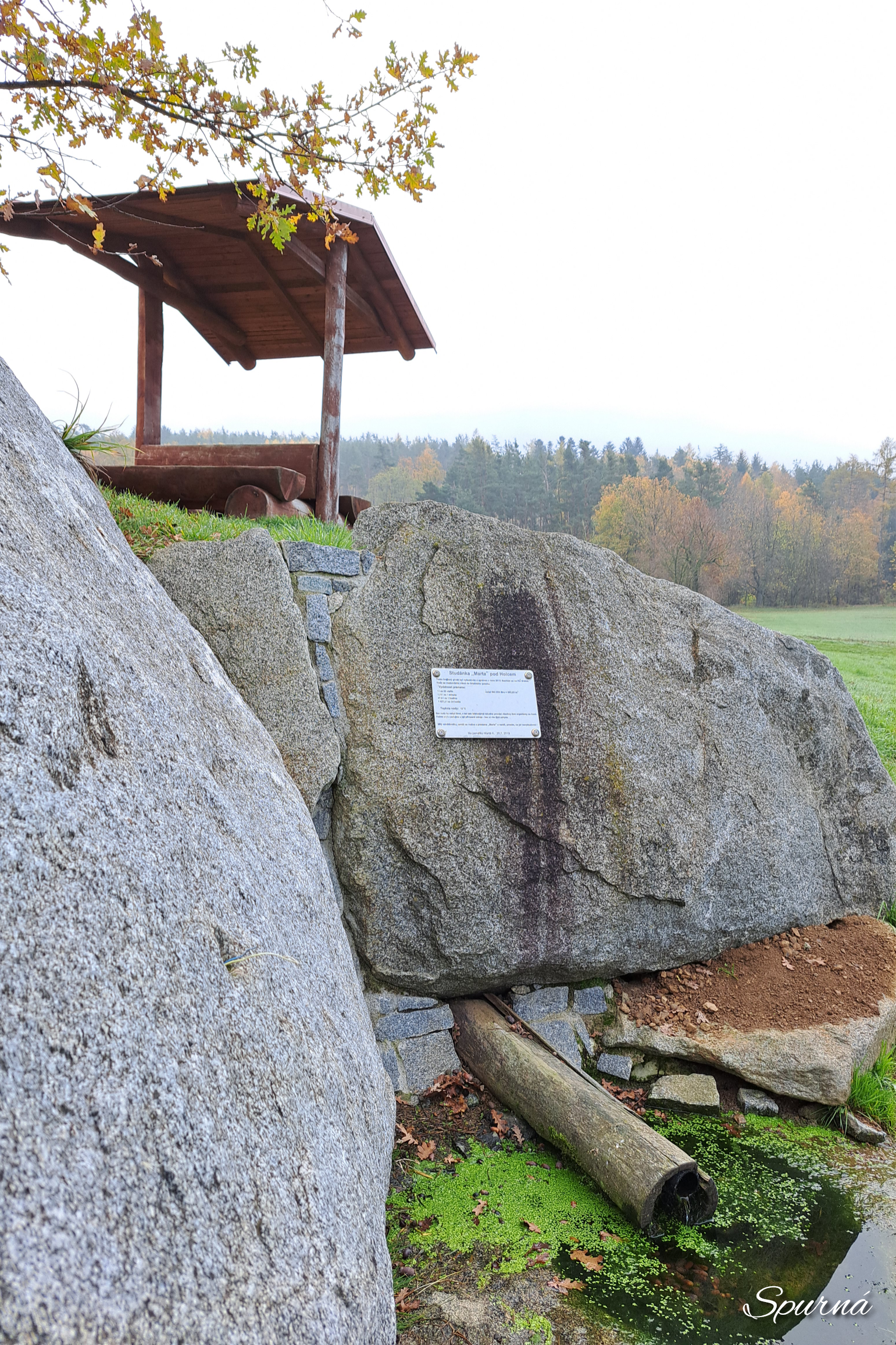
Studánka Marta pod Holcem